# ARPA-E
ARPA-E або Advanced Research Projects Agency–Energy — це урядова агенція Сполучених Штатів, яка займається сприянням і фінансуванням досліджень і розробок передових енергетичних технологій. Вона створена за моделлю Агентства перспективних оборонних досліджень (DARPA).

## Історія та місія

### Законодавча історія
ARPA-E спочатку було задумано на основі звіту національних академій під назвою Rising Above the Gathering Storm: Energizing and Employing America for a Brighter Economic Future . У звіті описано, що США повинні стимулювати інновації та розвивати чисту, доступну та надійну енергію. ARPA-E було офіційно створено у Міністерстві енергетики США (DOE) у 2007 році законом America COMPETES Act, автором якого є конгресмен Барт Гордон, але без бюджету. Початковий бюджет у розмірі близько 400 мільйонів доларів був частиною Закону про відновлення та реінвестування від лютого 2009 року. На початку січня 2011 року Закон про повторну авторизацію America COMPETES 2010 року вніс додаткові зміни до структури ARPA-E; ця структура кодифікована в Розділі 42, Розділ 149, Підрозділ XVII, § 16538 Кодексу Сполучених Штатів.
Серед основних положень розділу 16538 передбачено, що ARPA-E має досягати своїх цілей за допомогою проектів енергетичних технологій, виконуючи наступне:
1. Виявлення та просування революційних досягнень у фундаментальних і прикладних науках.
2. Перетворення наукових відкриттів і передових винаходів у технологічні інновації.
3. Прискорення трансформаційних технологічних досягнень у сферах, які промисловість сама по собі навряд чи зробить через технічну та фінансову невизначеність.

### Місія
Подібно до DARPA щодо військових технологій, ARPA-E призначено для фінансування високоризикованих досліджень із високою винагородою за участю державних лабораторій, приватної промисловості та університетів, які інакше не можна було б проводити. ARPA-E має чотири цілі:
1. Привнести свіжість, рух та відчуття місії в енергетичні дослідження, які привернуть найкращі та найяскравіші уми США.
2. Зосередитися на творчих, трансформаційних дослідженнях енергії, які промисловість не може або не буде підтримувати через високий ризик, але які мають високий потенціал винагороди.
3. Використовувати подібну до ARPA організацію, яка є плоскою, спритною та розрідженою, здатною підтримувати протягом тривалого часу ті проекти, перспективи яких залишаються реальними, при цьому поступово припиняючи програми, які не виявилися такими перспективними, як очікувалося.
4. Створити новий інструмент для подолання розриву між фундаментальними енергетичними дослідженнями та промисловими інноваціями.[5]

### Запуск
ARPA-E було створено в рамках закону America COMPETES, підписаного президентом Джорджем Бушем у серпні 2007 року. Президент Барак Обама оголосив про запуск ARPA-E 27 квітня 2009 року як частину заяви про федеральні інвестиції в дослідження, розробки та наукову освіту. Невдовзі після запуску ARPA-E опублікувала своє перше оголошення про можливість фінансування, запропонувавши загальну суму 151 мільйон доларів США з індивідуальними виплатами від 500 000 до 9 мільйонів доларів США. Заявники подали «концептуальні документи» на восьми сторінках, які викладали технічну концепцію; деяким було запропоновано подати повні заявки.
Арун Маджумдар, колишній заступник директора Національної лабораторії Лоуренса Берклі, був призначений першим директором ARPA-E у вересні 2009 року, через шість місяців після того, як організація вперше отримала фінансування. Міністр енергетики США Стівен Чу головував на першому саміті з енергетичних інновацій ARPA-E 1–3 березня 2010 року у Вашингтоні, округ Колумбія.

## ARPA-E та EERE
ARPA-E було створено для фінансування проектів у галузі енергетичних технологій, які перетворюють наукові відкриття та винаходи на технологічні інновації та прискорюють технологічний прогрес у сферах високого ризику, які промисловість навряд чи буде здійснювати самостійно. Ця мета схожа на роботу Управління з енергоефективності та відновлюваних джерел енергії (EERE) Міністерства енергетики США, яке просуває проекти чистої енергії відповідно до встановлених дорожніх карт. Однак ARPA-E також фінансує передові технології в інших сферах, таких як природний газ і електромережі. ARPA-E не фінансує поступове вдосконалення існуючих технологій або дорожніх карт, створених існуючими програмами DOE.

## Створення проекту та процес рецензування
Програми ARPA-E створюються в процесі обговорення технічних/наукових достоїнств і проблем потенційних напрямків досліджень. Програми повинні задовольняти як «технологічний поштовх» — технічні переваги інноваційних платформних технологій, які можна застосувати до енергетичних систем, — так і «ринковий поштовх» — потенційний вплив технології на ринок і економічну ефективність.

### Створення проекту
Процес створення програми починається з «глибокого занурення», де досліджується енергетична проблема, щоб визначити потенційні теми для розробки програми. Керівники програм ARPA-E потім проводять технічні семінари, щоб зібрати інформацію від експертів у різних дисциплінах щодо поточних і майбутніх технологій. На сьогоднішній день ARPA-E провів або співорганізував 13 технічних семінарів.
Після кожного семінару директор програми пропонує нову програму та захищає програму за набором критеріїв, які виправдовують її створення. Потім директор програми вдосконалює програму, враховуючи відгуки, і запитує затвердження від директора. У разі успіху створюється нова програма ARPA-E та публікується оголошення про можливість фінансування, що містить пропозиції щодо проектів.

### Процес рецензування
Процес експертної оцінки ARPA-E розроблений, щоб допомогти досягти успіху програми. Під час розгляду пропозицій ARPA-E запитує зовнішні відгуки від провідних експертів у певній галузі. Рецензенти ARPA-E оцінюють заявки протягом кількох тижнів, а потім скликають групу перевірки.
Одним із помітних аспектів процесу оцінювання ARPA-E є можливість для заявника прочитати коментарі рецензентів і надати спростування, які Агентство розглядає перед прийняттям рішення про фінансування. Період відповіді заявника дозволяє ARPA-E уникнути непорозумінь, ставлячи уточнюючі запитання, які дозволяють ARPA-E приймати обґрунтовані рішення.

## Фінансування та нагороди

### Перша можливість фінансування
26 жовтня 2009 року Міністерство енергетики США та ARPA-E виділили 151 мільйон доларів США в рамках Закону про відновлення та реінвестування для 37 дослідницьких проектів у сфері енергетики. Воно підтримує технології відновлюваної енергії для сонячних батарей, вітрових турбін, геотермального буріння, біопалива та біомаси. Гранти також підтримали енергоефективні технології, включаючи силову електроніку та бензинові електростанції для передових транспортних засобів, пристрої для рекуперації відпрацьованого тепла, розумне скло та системи керування для розумних будівель, світлодіоди (LED), мембрани зворотного осмосу для опріснення води, каталізатори для розщеплення води на водень і кисень, покращені мембрани паливних елементів і більш енергоємні магнітні матеріали для електронних компонентів. Шість грантів було спрямовано на технології зберігання енергії, включаючи ультраконденсатор, вдосконалені літій-іонні батареї, метало-повітряні батареї, які використовують іонні рідини, рідкосольові батареї. Інші нагороди отримали проекти, які проводили дослідження та розробки біореактора з потенціалом виробництва бензину безпосередньо з сонячного світла та вуглекислого газу, а також технології вирощування кристалів для зниження вартості світловипромінюючих діодів.

### Друга можливість фінансування
Міністр енергетики США Стівен Чу оголосив про другий раунд можливостей фінансування ARPA-E 7 грудня 2009 року. ARPA-E запросила проекти, які зосереджені на трьох найважливіших областях: біопаливо з електроенергії (електропаливо), батареї для накопичення електроенергії на транспорті (BEEST) та інноваційні матеріали та процеси для передових технологій уловлювання вуглецю (IMPACCT). 29 квітня 2010 року віце-президент Байден оголосив 37 лауреатів, яких ARPA-E обрала з понад 540 початкових концептуальних документів. Нагороди варіювалися від приблизно 500 000 до 6 мільйонів доларів, а брали участь різноманітні національні лабораторії, університети та компанії.
На відміну від Першої можливості фінансування, Друга можливість фінансування визначила подання проектів за категоріями. З відібраних проектів 14 були зосереджені на IMPAACT, 13 — на електропаливі і 10 — на BEEST. Наприклад, Гарвардська медична школа представила проект під назвою у області електропалива під назвою «Створення бактеріального зворотного паливного елемента», який зосереджений на розробці бактерії, яка може перетворювати вуглекислий газ на бензин. Массачусетський технологічний інститут отримав нагороду в рамках BEEST за пропозицію під назвою «Напівтверда акумуляторна батарея, що перезаряджається», концепцію виробництва легших, менших і дешевших автомобільних акумуляторів. Серед проектів IMPAACT GE Aerospace Research «Процес уловлювання CO2 за допомогою абсорбентів, що змінюють фазу», який зосереджується на рідині, яка стає твердою під впливом вуглекислого газу.

### Третя можливість фінансування
2 березня 2010 року на першому саміті ARPA-E Energy Innovation Summit міністр енергетики США Стівен Чу оголосив про третю можливість фінансування проектів ARPA-E. Подібно до другої можливості фінансування, ARPA-E запрошувала проекти за категоріями: Grid-Scale Rampable Intermittent Dispatchable Storage (GRIDS), Agile Delivery of Electrical Power Technology (ADEPT) і Building Energy Efficiency Through Innovative Thermodevices (BEET-IT). GRIDS вітає проекти, які зосереджені на широкому розгортанні економічно ефективних мережевих накопичувачів енергії у двох конкретних сферах: 1) проекти компонентів накопичувачів для перевірки концепції, зосереджені на підтвердженні нових концепцій накопичення електроенергії, і 2) прототипи вдосконалених систем, які усувають критичні недоліки існуючих мережевих технологій зберігання енергії. ADEPT зосереджується на інвестиціях у матеріали для фундаментальних досягнень м'яких магнітів, перемикачі високої напруги та надійні накопичувачі заряду з високою щільністю в трьох категоріях: 1) повністю інтегровані перетворювачі потужності на мікросхемах для застосувань, включаючи, але не обмежуючись, компактними, ефективними драйверами для твердотільного освітлення, розподілені мікроінвертори для фотоелектричної енергії та однокристальні джерела живлення для комп'ютерів, 2) інтегровані перетворювачі живлення кіловатного масштабу за допомогою таких застосувань, як недорогі ефективні інвертори для мережевих фотоелектричних установок і двигунів зі змінною швидкістю та 3) легкі твердотільні перетворювачі енергії середньої напруги для застосувань високої потужності, таких як твердотільні електричні підстанції та генератори вітрових турбін. BEET-IT залучає проекти щодо енергоефективних технологій охолодження та кондиціонерів повітря для будівель, щоб заощадити енергію та зменшити викиди парникових газів у таких сферах: 1) системи охолодження, які використовують холодоагенти з низьким потенціалом глобального потепління; 2) енергоефективні системи кондиціонування повітря для теплого та вологого клімату з підвищеним коефіцієнтом корисної дії (ККД); і 3) системи змінного струму з компресією пари для жаркого клімату для рециркуляційного повітряного навантаження з підвищеним ККД.
12 липня 2010 року секретар Чу оголосив про вибір 43 проектів у рамках GRIDS, ADEPT і BEET-IT. Загальна сума винагороди склала 92 мільйони доларів і коливалася від 400 000 до 5 мільйонів доларів. Нагороди включали 14 проектів в ADEPT, 17 проектів в BEET-IT і 12 проектів в GRIDS. Приклади нагороджених проектів включають «розчинну кислотно-свинцеву проточну батарею», яка перекачує хімічні речовини через елемент батареї, коли потрібна електроенергія (GRIDS), «модулі живлення з карбіду кремнію для перетворення потужності в мережевому масштабі», які використовують передові транзистори, щоб зробити електричну мережу більш гнучкою і контрольованою (ADEPT), а також «Цикл охолодження абсорбції-осмосу», нова система кондиціонування повітря, яка використовує воду як холодоагент, а не хімікати (BEET-IT).

### Четверта можливість фінансування
Четвертий раунд фінансування ARPA-E було оголошено 20 квітня 2011 року, і в ньому були нагороджені проекти в п'яти технологічних сферах: заводи, розроблені для заміни нафти (PETRO), високоенергетичне передове накопичення тепла (HEATS), альтернативи рідкісноземельним металам в критичних технологіях (REACT), Інтеграція зеленої електроенергетичної мережі (GENI) і технологія швидкої доставки електроенергії на сонячних батареях (Solar ADEPT). PETRO зосереджувався на проектах, які мали системи для виробництва біопалива з домашніх джерел, таких як тютюн і сосни, за половину нинішньої вартості. REACT фінансував альтернативні технології на ранній стадії, які зменшили або усунули залежність від рідкісноземельних матеріалів шляхом розробки замінників у двох ключових сферах: двигуни електромобілів і вітряні генератори. HEATS фінансувала проекти, які сприяли розвитку технологій зберігання теплової енергії. GENI зосередився на фінансуванні програмного та апаратного забезпечення, яке могло б надійно контролювати електромережу. Solar ADEPT прийняв проекти, які інтегрували силову електроніку в сонячні панелі та сонячні ферми для більш ефективного вилучення та доставки енергії.
Лауреати четвертої можливості фінансування були оголошені 29 вересня 2011 року. 60 проектів отримали 156 мільйонів доларів із бюджету ARPA-E на 2011 фінансовий рік. Приклади нагороджених проектів включають проект, який збільшує виробництво скипидару, природного рідкого біопалива (PETRO); проект під назвою «Постійний магніт на основі марганцю», який знижує вартість вітрових турбін та електромобілів шляхом розробки заміни рідкісноземельних магнітів на основі інноваційного композиту з використанням марганцю (REACT); проект під назвою «HybriSol», який розробляє теплову батарею для накопичення енергії сонця (HEATS); проект, який розробляє нову систему, яка дозволяє автоматизований контроль у режимі реального часу над лініями електропередачі, які складають мережу електроенергії (GENI); і проект, який розробляє легку електроніку для підключення до фотоелектричних сонячних панелей для встановлення на стінах або дахах.

## Саміт енергетичних інновацій ARPA-E
З 2010 року ARPA-E приймає саміт з енергетичних інновацій. 10-й саміт відбувся 8–10 липня 2019 року в Денвері, штат Колорадо, а 11-й саміт відбувся 17–19 березня 2021 року в Gaylord Convention Center, поблизу Вашингтона, округ Колумбія.

## Досягнення ARPA-E
З моменту заснування ARPA-E створила понад 1000 проектів, залучила близько 4,9 мільярдів доларів США приватних інвестицій для 179 із цих проектів, причому 2,6 мільярда доларів США інвестував у дослідження та розробки уряд США. Опубліковані, рецензовані дослідницькі статті також є значним результатом, загальною кількістю 4614. Крім того, програма створила 716 патентів.